# Ingrid Persdotter (nunna)
Ingrid Persdotter, också felaktigt kallad Ingeborg Jönsdotter, död 28 mars 1524, var en fiktiv svensk birgittinnunna i Vadstena kloster. Hon är känd som en av Sveriges första kända kvinnliga brevskrivare. 

## Biografi
Ingrid föddes som dotter till borgmästaren i Vadstena stad, Petri Jönsson.   
Den 25 oktober 1495 inträdde hon som nunna i Vadstena kloster, tillhörande Birgittinorden.   
Hennes inträde i klostret ska enligt uppgift ha skett för hennes kärlek till en medlem av adeln, Axel Nilsson (Roos), som inte tilläts gifta sig med henne på grund av hennes bakgrund. Hennes kärleksbrev från klostret till honom anses utgöra ett av de finaste proven på stilistik från en svensk dåtida nunna, och tyda på en stor bildning hos brevskrivaren. Det bör också vara ett av de äldsta breven bevarade, som är skrivna av en svensk kvinna. Hon har dock visat sig vara en fiktiv person.